# Burg Fukuchiyama
Die Burg Fukuchiyama (japanisch 福知山城, Fukuchiyama-jō) ist eine japanische Burg in Fukuchiyama in der Präfektur Kyōto in Japan.

## Geschichte

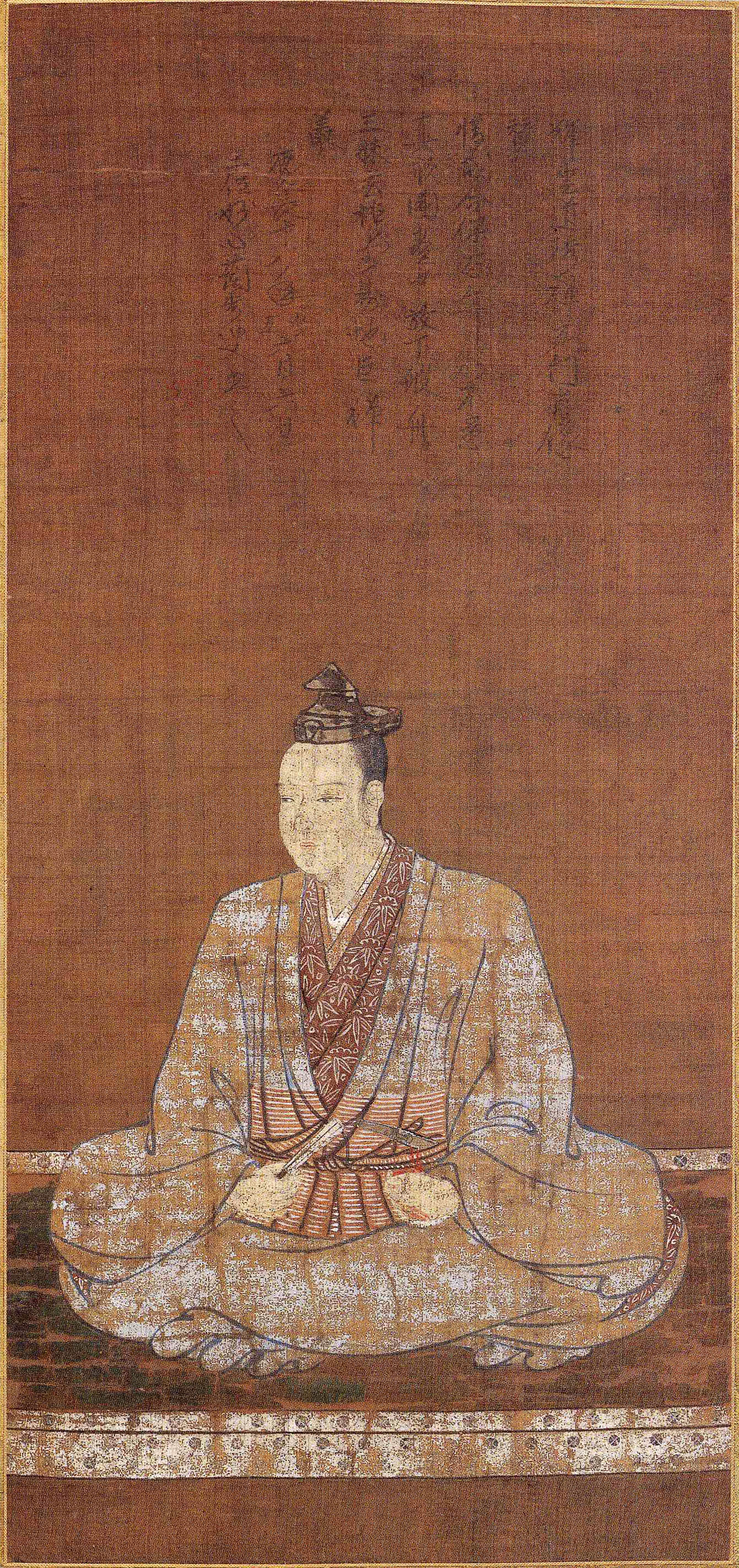
Akechi Mitsuhide

Die Burg Fukujiyama wurde auf Anweisung von Oda Nobunaga durch Akechi Mitsuhide errichtet. Nach der Niederlage Mitsuhides kam der Pflegesohn Toyotomi Hideyoshis, Katsuhide, in den Besitz der Burg, der Sugihara Ietsugu als Verwalter einsetzte. 1600, nach der Schlacht von Sekigahara, übernahm Arima Toyouji mit 61.000 Koku Einkommen die Burg. Unter seiner Leitung erhielt die Burg nach aufwändigen Erweiterungen ihre heutige Gestalt.
Die Burg liegt auf einer Anhöhe zwischen den Flüssen Yuragawa und Hajigawa. Sie bestand aus dem Zentralbereich (Honmaru), dem zweiten Bereich (Ni-no-maru), und den Bereichen Hoki-maru und Naiki-maru. Im Zentrum stand die Hauptturm-Anlage, die aus einem großen und einem damit verbundenen kleinen Burgturm (Tenshukaku) bestand. Diese Anlage wurde nach alten Plänen 1985 wieder aufgebaut. Ebenfalls wieder aufgebaut wurde das obere Tor.
Erhalten ist der mit Steinen gefasste Brunnen, einer der tiefsten Brunnen einer japanischen Burg. Nach einem Beinamen des Vaters des ersten Kutsuki auf der Burg, Tanetsuna, wird der Brunnen Toyoiwa no i (豊磐井) genannt. Er ist 50 m tief, tiefer als der Yuragawa und endet 7 m unter dem Meeresspiegel.
Weitere Burgherren in der Edo-Zeit waren ab 1621 Okabe Nagamori mit 60.000 Koku, ab 1624 Inaba Norimichi mit 45.000 Koku, ab 1649 Matsudaira (Fukōzu) Tadafusa mit 45.000 Koku, ab 1669 Kutsuki Tanemasa und Nachkommen mit 32.000 Koku.
Im wieder aufgebauten Tenshukaku ist ein Museum eingerichtet. Dort befindet sich auch das o.a. Porträt Mitsuhides.

## Galerie

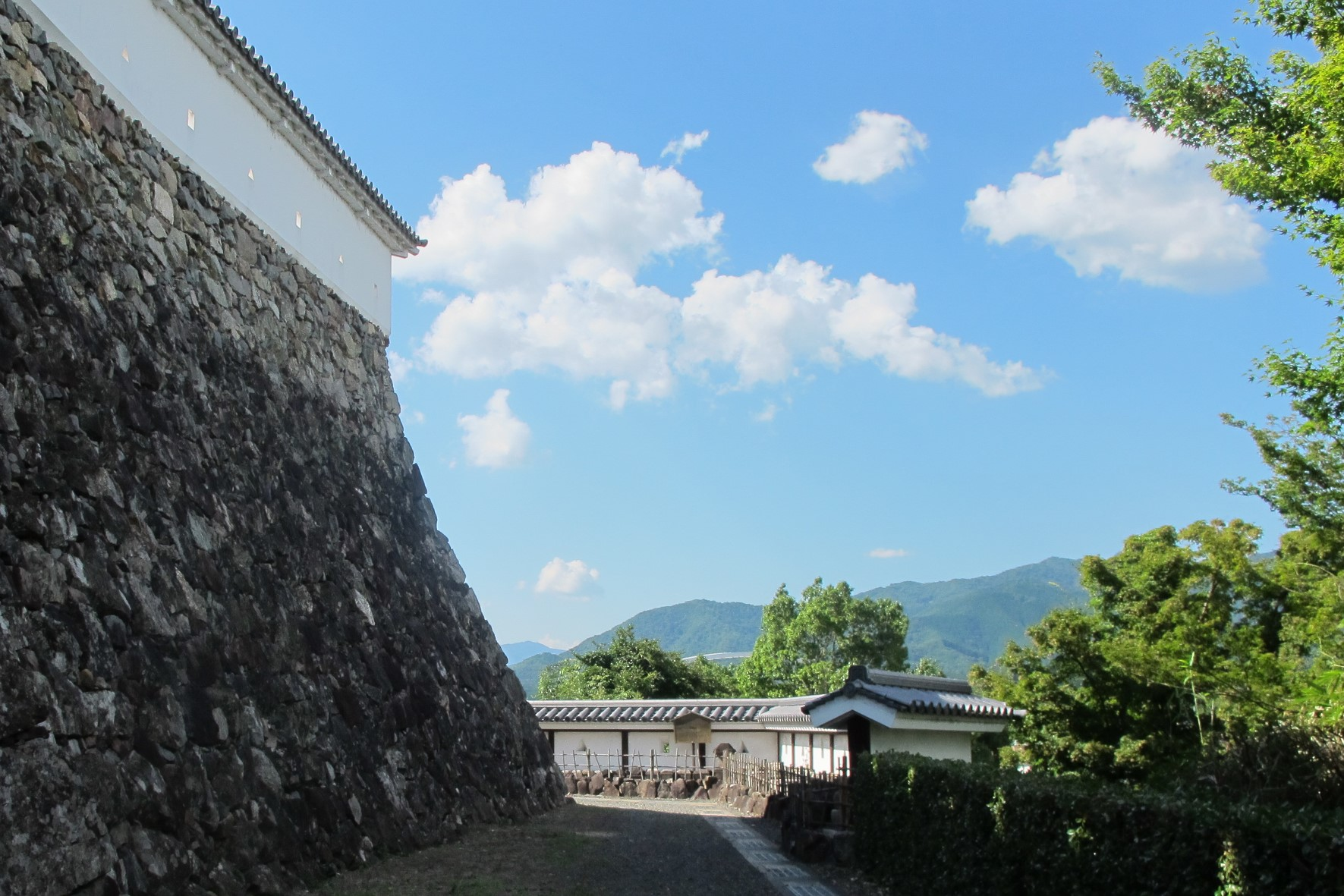
Weg hoch an der Burg entlang
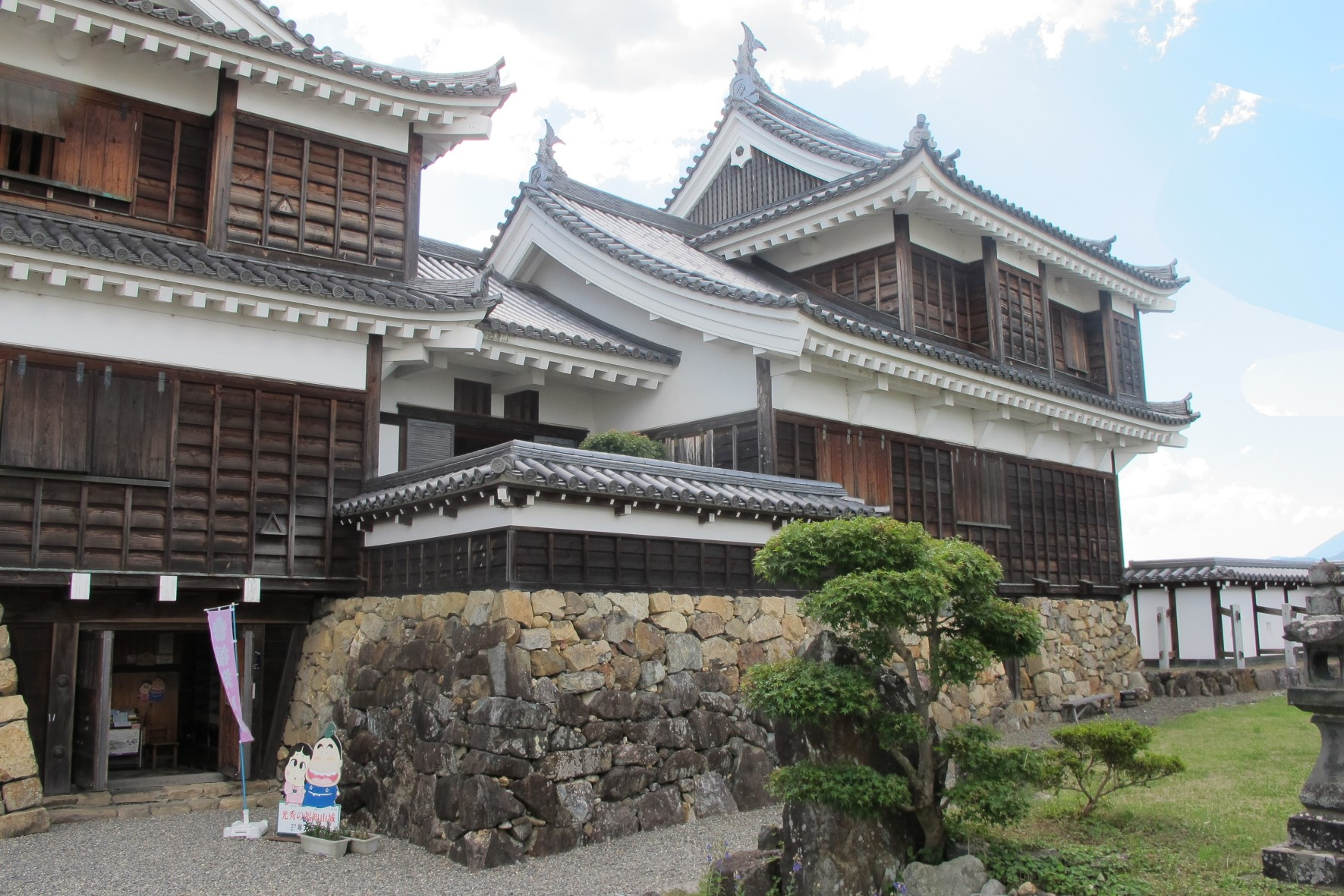
Zugang zum Tenshukaku
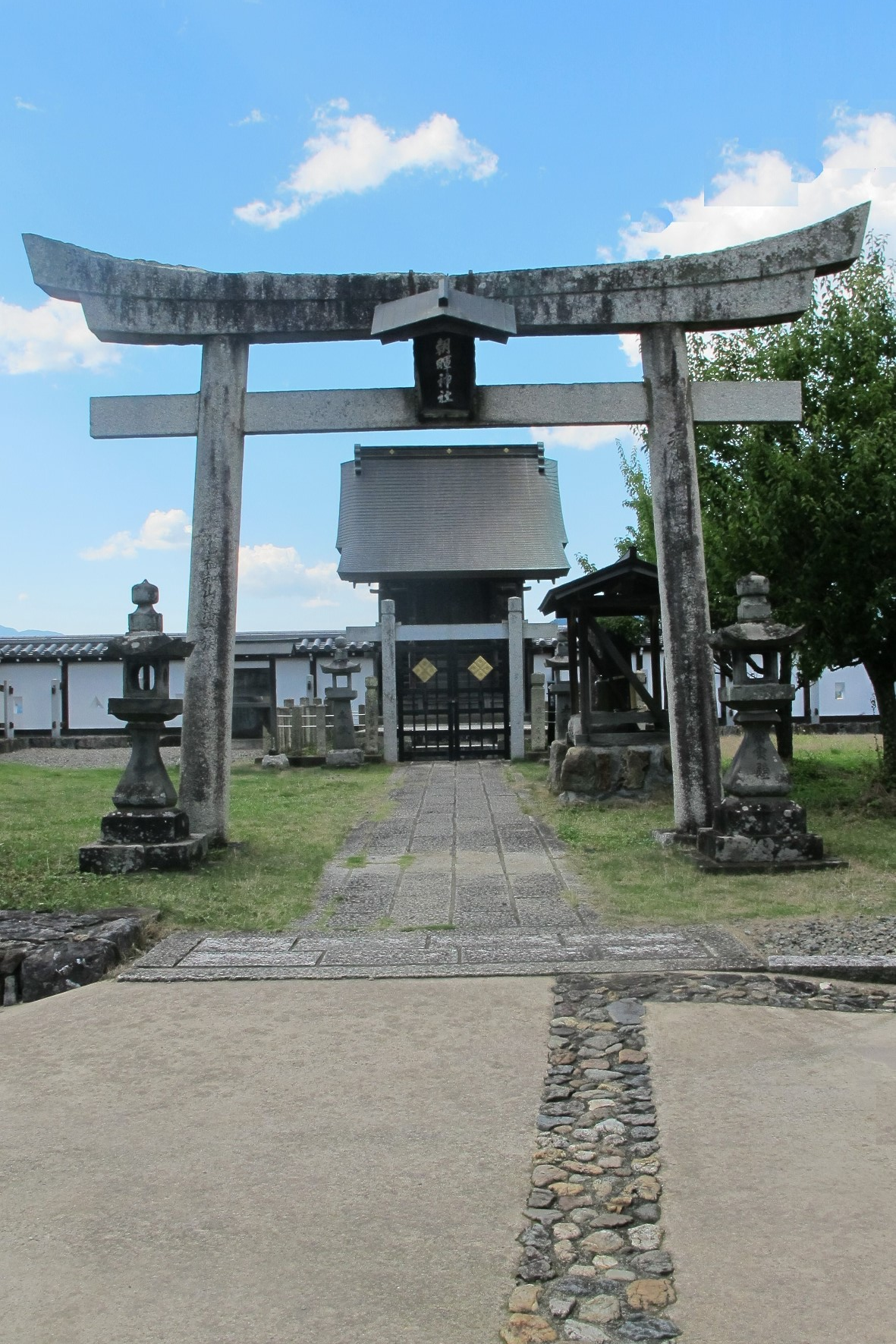
Schrein neben dem Tenshu mit Wappen der Kutsuki
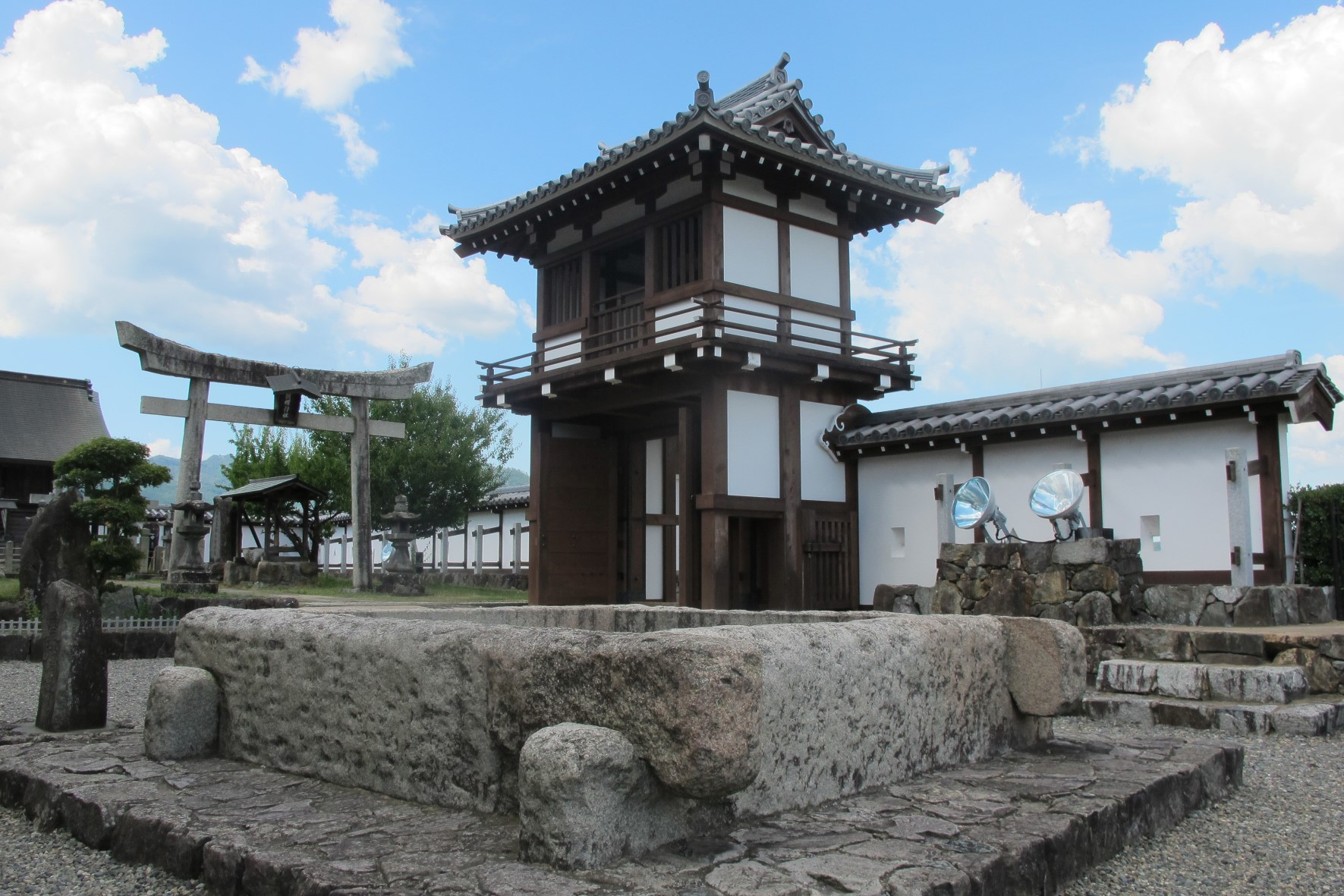
Tor, davor die steinerne Brunnenfassung
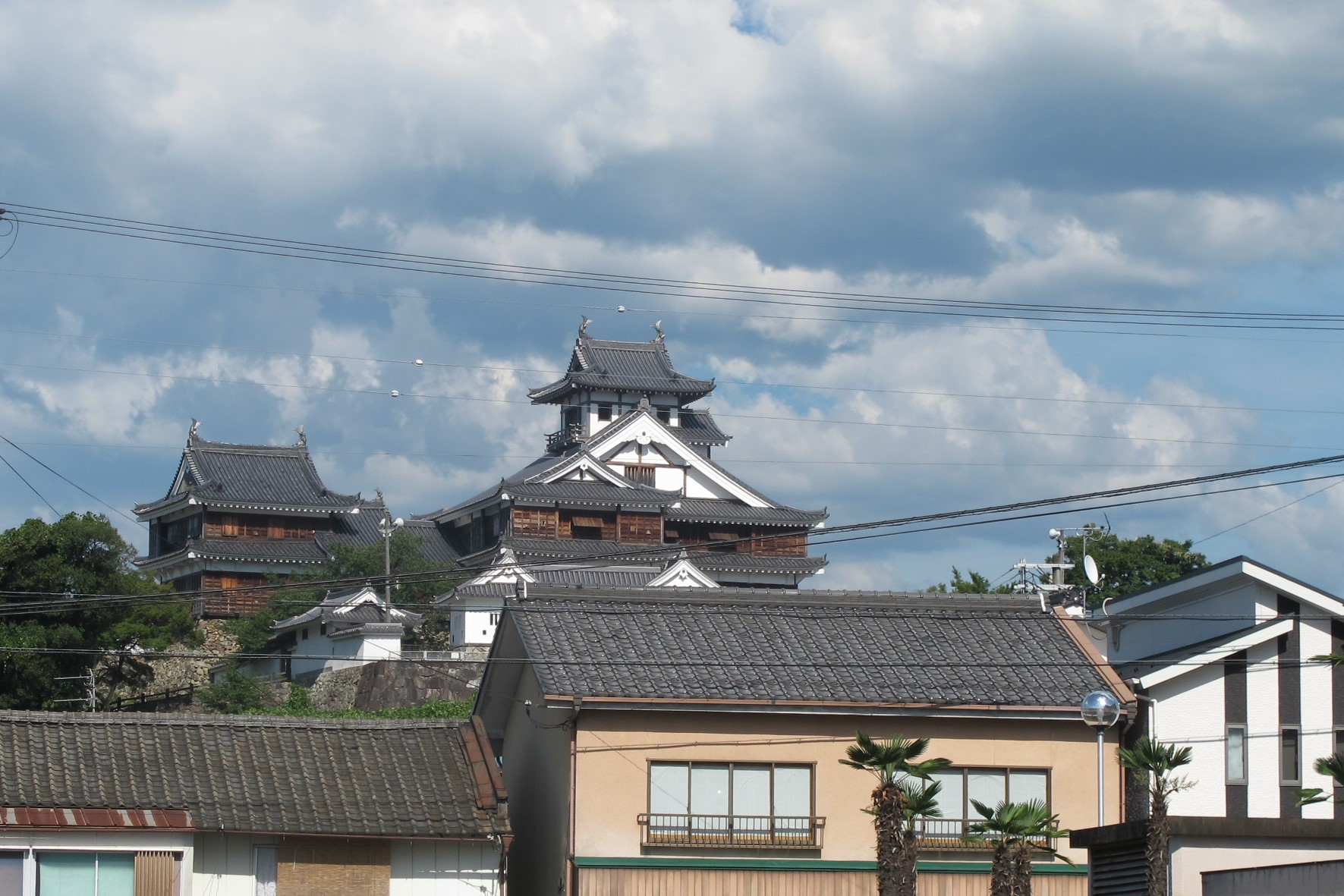
Blick auf die Burg vom Norden